# Källbyö
Källbyö är en ö belägen i den del av Vänerns sydöstra del som kallas Kinneviken alldeles där Kinnekulle gränsar till Vänern. 
Den ligger vid Kinnevikens östra strand. Ön har ej någon bebyggelse. Närmaste mindre samhällen är Blomberg och Källby. I omedelbar närhet ligger Blombergs hamn. Mellan Källby ö och fastlandet ligger ön Lillön. 
Källby ö är cirka 400 meter i öst-västlig och cirka 500 meter nord-sydlig riktning.